# Balboa Pavilion

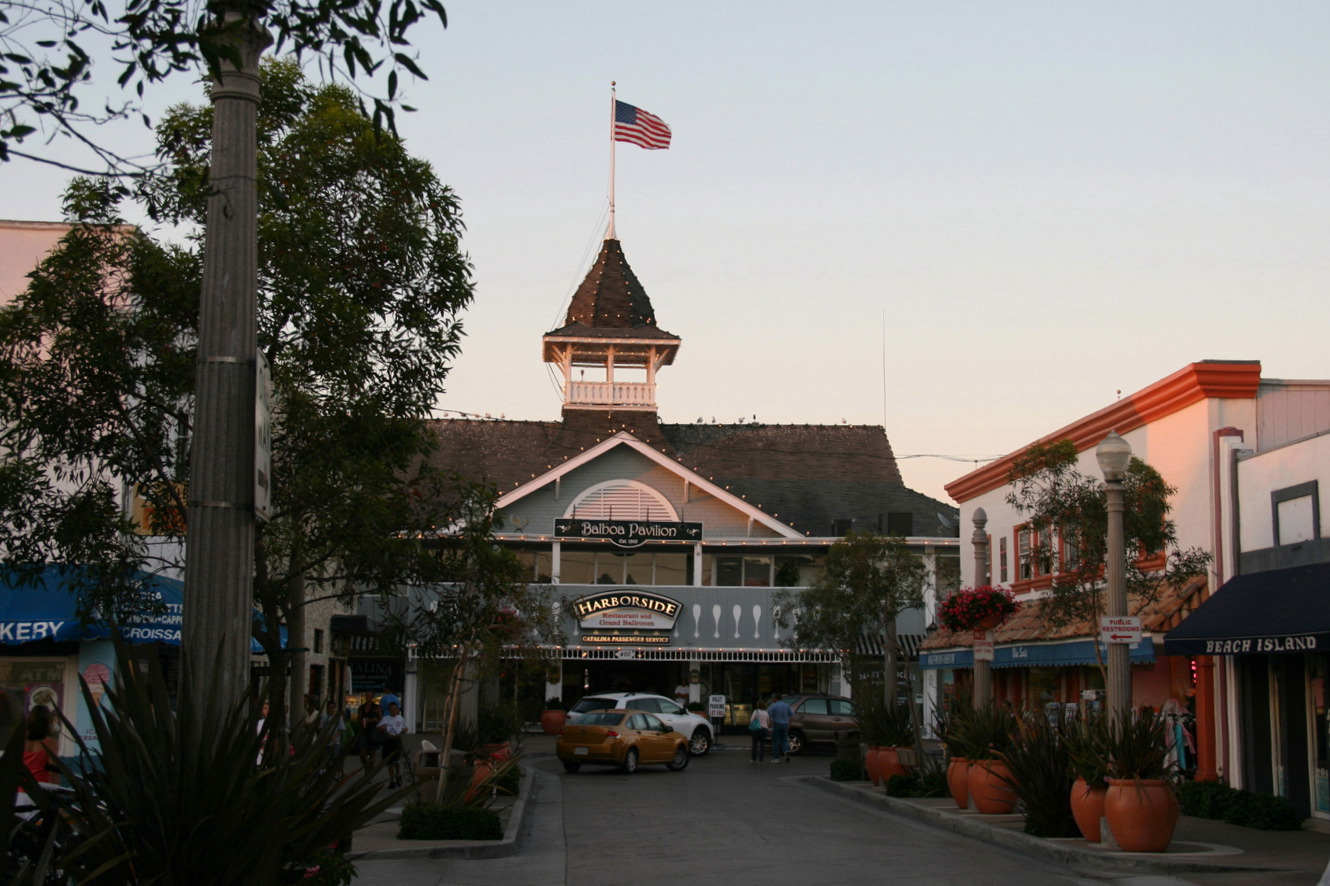
Der Balboa Pavilion am Abend

Der Balboa Pavilion ist das älteste Gebäude in Newport Beach im US-Bundesstaat Kalifornien. Die 1906 errichtete Holzkonstruktion ist seit dem 17. Mai 1984 als Baudenkmal im National Register of Historic Places verzeichnet. Außerdem ist der Balboa Pavilion als California Historical Landmark Nr. 959 eingetragen. Der Balboa Pavilion liegt unmittelbar am Ufer der Newport Bay auf der Balboa Peninsula.
Das historische Bauwerk beherbergt heute ein Restaurant und einen Ballsaal. Seinen Namen verdankt es dem spanischen Entdecker Vasco Núñez de Balboa. Durch sein markantes Türmchen hebt sich der Balboa Pavilion unverkennbar aus dem Stadtbild hervor. Von der benachbarten Schiffsanlegestelle beginnen die Hafenrundfahrten und der Catalina Flyer, eine Schnellbootverbindung nach Avalon auf Santa Catalina Island.

## Geschichte

### Die ersten Jahre

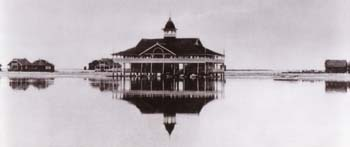
Kurz nach der Vollendung im Jahre 1906

Die Geschichte des Balboa Pavilions ist eng mit der Entwicklung der Stadt Newport Beach verknüpft. Im September 1905 genehmigte das War Department in Washington, D.C. der Newport Bay Investment Company den Bau des Gebäudes. Als Standort wählte man die Newport Bay, eine Meeresbucht auf der dem Pazifischen Ozean abgewandten Seite der Balboa Peninsula. Die Investorengruppe hatte das touristische Potenzial der damals noch weitgehend unbesiedelten Gegend erkannt, die sich um die Newport Bay erstreckte. Das Meer mit seinen weiten Stränden bot ideale Freizeit- und Erholungsmöglichkeiten.
Ins Jahr darauf, 1906, fiel die Gründung von Newport Beach. Die junge Stadt versuchte in der Folgezeit neue Bewohner und Urlauber in die Region zu locken. Die Eröffnung des Balboa Pavilions im Juli desselben Jahres beschleunigte dieses Vorhaben erheblich. Das aufwändige Holzgebäude war im viktorianischen Stil gehalten und sollte vornehmlich als Boots- und Badehaus dienen. Für die Gestaltung zeichnete der Architekt Fred R. Dorn verantwortlich. Zeitgleich wurde mit dem gegenüberliegenden Balboa Pier das Schwesterprojekt vollendet.

### Die Hochzeit der Big-Band-Ära

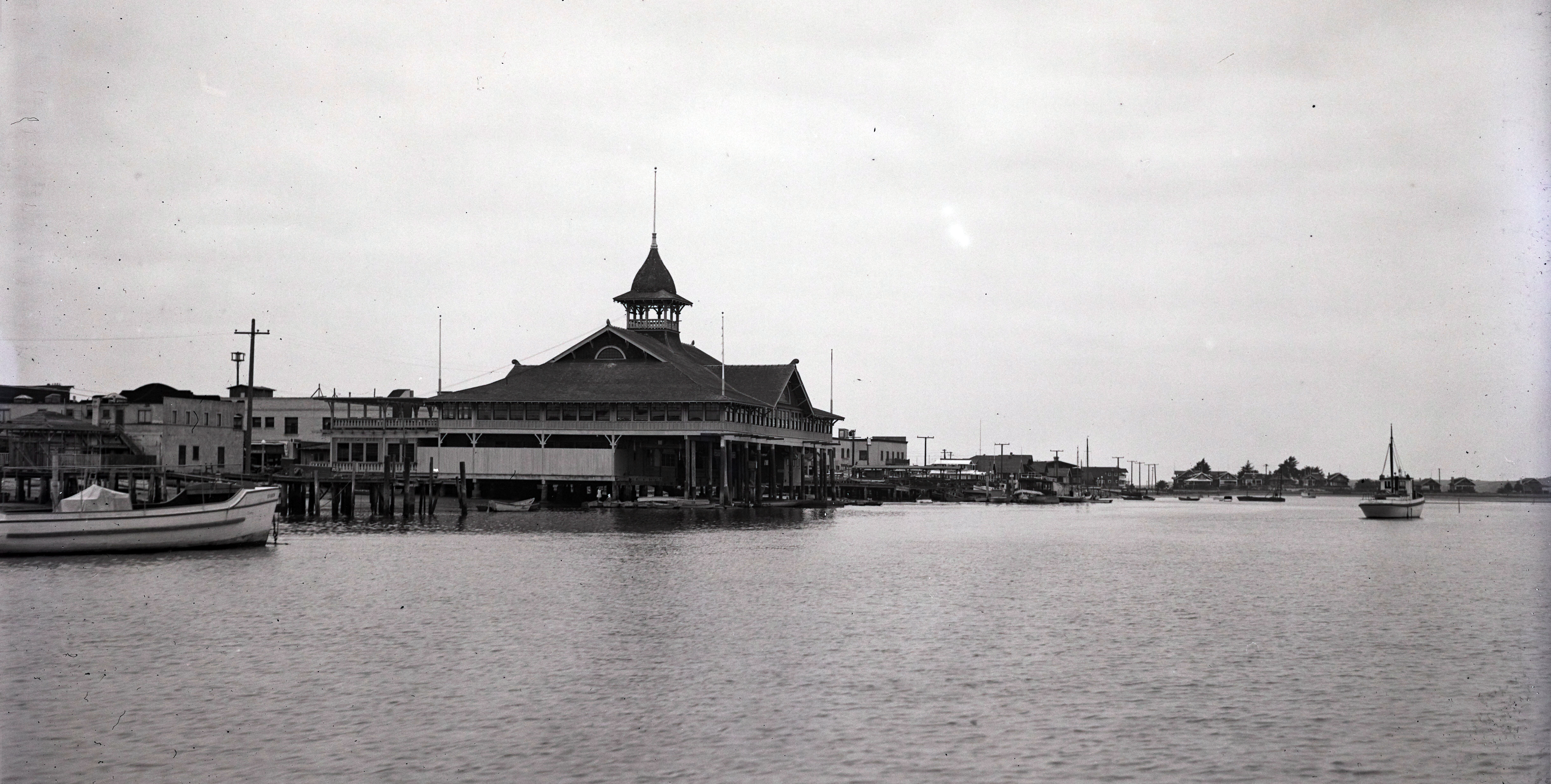
Zustand der Wasserseite im Jahre 1924

Die Eröffnung einer Eisenbahnlinie nach Los Angeles durch die Pacific Electric Railway wenig später erwies sich für die Stadt Newport Beach als Glücksfall. Zahlreiche Urlauber und Badegäste nutzten das neue Verkehrsmittel und strömten an die umliegenden Strände. Die Züge endeten in der Nähe des Balboa Pavilions.
Mit den 1930er-Jahren begann die Ära der Big Bands. Berühmte Musiker wie Count Basie, Benny Goodman sowie die Brüder Jimmy und  Tommy Dorsey traten im Balboa Pavilion auf. Der sogenannte Balboa-Paartanz wurde in etwa zeitgleich in den umliegenden Klubs begründet und eroberte bald viele Tanzflächen in aller Welt. Der nach seinem Geburtsort benannte Swing erfreut sich heute wieder wachsender Beliebtheit.

### Niedergang und Wiederbelebung

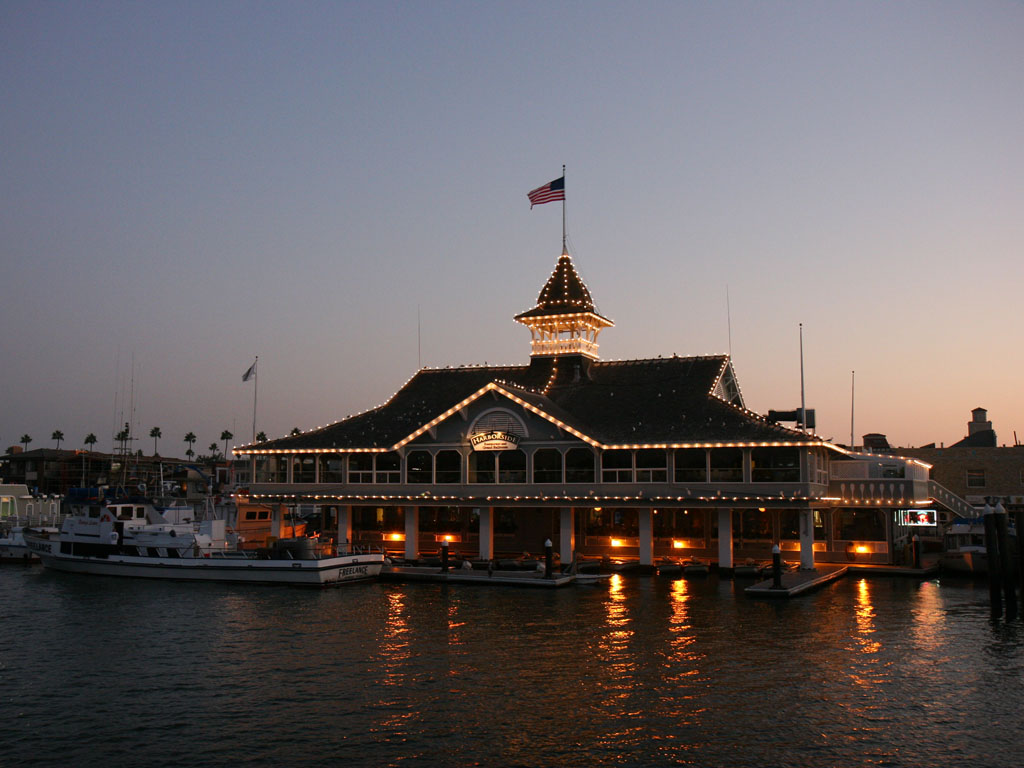
Abendlich erleuchteter Pavilion

Die Zeit nach dem Zweiten Weltkrieg war vom Niedergang geprägt. Da die Holzkonstruktion auf sandigem Untergrund errichtet worden war, drohte sie nun in die Bucht abzurutschen. 1948 kaufte die Gronsky-Familie den Balboa Pavilion und ersetzte das morsche Tragwerk durch Betonstützen. In den folgenden Jahren erlebte das Haus ein ständiges Kommen und Gehen. Es beherbergte unter anderem ein Muschelmuseum und eine Bingo-Lotterie.
Im Jahre 1963 wurde der Betrieb des gesamten Netzes der Pacific Electric Railway zu Gunsten des Individualverkehrs eingestellt. Auch die Gleise vor dem Balboa Pavilion wurden demontiert. Dennoch erkannte man kurze Zeit darauf den historischen Wert des Pavilions: 1968 wurde das Gebäude in das National Register of Historic Places aufgenommen. Zugleich wurde es als California Historical Landmark Nr. 959 eingetragen.
In den darauf folgenden Jahrzehnten erlebte der Balboa Pavilion weitere Besitzerwechsel, was schließlich zu einer andauernden Wiederbelebung führte. Das historische Bauwerk beherbergt heute ein Restaurant, einen Ballsaal und eine Schiffsanlegestelle. Von dort starten der Catalina Flyer nach Santa Catalina Island und die Hafenrundfahrten. Saisonal begrenzt werden auch Touren zum sogenannten Whale Watching angeboten. Vor der Küste von Newport Beach kann man in den Wintermonaten Grauwale beobachten, die dann aus den nördlichen Gewässern südwärts ziehen.
Der Balboa Pavilion ist heute das älteste erhaltene Gebäude in Newport Beach.

## In Kunst und Medien
Einige Szenen des Films Das dreizehnte Jahr (1999) wurden im Balboa Pavilion gedreht. Die Produktion des Disney Channels spielt auf Balboa Island, einer Insel in der Bucht von Newport Beach.